# فاتورة الكهرباء
فاتورة الكهرباء هي فاتورة تحدد استهلاك الطاقة الكهربائية . ويتم حسابها بناء على مجموعة من الشرائح المختلفة التي تختلف في قيمتها بناء على عدد الكيلو وات التي تم استهلاكها .